# Spoljna politika
Državana spoljna politika su ciljevi i aktivnosti vezani za interakcije sa drugim državama, bilo bilateralno ili putem multilateralnih platformi. Enciklopedija Britanika primećuje da na spoljnu politiku neke zemlje mogu uticati „domaća razmatranja, politika ili ponašanje drugih država ili planovi za unapređenje određenih geopolitičkih rešenja”.

## Literatura
- Christopher Hill (2003). The Changing Politics of Foreign Policy. Basingstoke: Palgrave Macmillan.
- Jean-Frédéric Morin and Jonathan Paquin, Foreign Policy Analysis: A Toolbox, Palgrave, 2018.
- Steve Smith, Amelia Hadley and Tim Dunne (eds), Foreign Policy: Theories, Actors, Cases, 1st ed., Oxford: Oxford University Press, 2008.
- The definition of foreign policy, according to the Encyclopædia Britannica, here in the video
- Carlsnaes, Walter;  ., ур. (2012). Handbook of International Relations. SAGE Publications. ISBN 9781446265031. Приступљено 2016-02-24.
- Dyvik, Synne L., Jan Selby and Rorden Wilkinson, eds. What's the Point of International Relations (2017)
- Reus-Smit, Christian, and Duncan Snidal, eds (2010). The Oxford Handbook of International Relations.
- Angell, Norman (1910). The Great Illusion. London: Heinemann.
- Bull, Hedley (1977). Anarchical Society. New York: Columbia University Press. ISBN 978-0-231-04132-4.
- E. H. Carr The Twenty Years' Crisis. New York: Perennial. 2001.  [1939]
- Robert Cooper. The Post-Modern State
- Enloe, Cynthia. Enloe, Cynthia (2004). „'Gender' Is Not Enough: The Need for a Feminist Consciousness”. International Affairs. 80 (1): 95—97. doi:10.1111/j.1468-2346.2004.00370.x.. Web. 17 Sept. 2013.
- Goodin, Robert E., and Hans-Dieter Klingemann, eds (1998). A New Handbook of Political Science. стр. 401—78. ch 16–19
- Charlotte Hooper (1999). „Masculinities, IR and the 'Gender Variable': A Cost-Benefit Analysis for (Sympathetic) Gender Sceptics.”. International Studies. 25 (3): 475—491..
- Andrew Hurrell (2008). On Global Order: Power, Values, and the Constitution of International Society. Oxford University Press.. On Global Order: Power, Values, and the Constitution of International Society
- Robert Keohane. After Hegemony
- Hans Köchler, Democracy and the International Rule of Law. Vienna/New York: Springer, 1995
- Andrew Linklater. Men and citizens in the theory of international relations
- Markwell, Donald (2006). John Maynard Keynes and International Relations: Economic Paths to War and Peace. Oxford: Oxford University Press..
- Morgenthau, Hans J. (1946). Scientific Man Vs. Power Politics. Chicago: University of Chicago Press.
- Reinhold Niebuhr. Moral Man and Immoral Society 1932
- Joseph Nye. Soft Power: The Means to Success in World Politics, Public Affairs Ltd 2004
- Paul Raskin. The Great Transition Today: A Report from the Future
- Benno Teschke The Myth of 1648. .
- Tickner, J. Ann (1992). Gender in International Relations. New York: Columbia University Press..
- Kenneth Waltz. Man, the State, and War
- Kenneth Waltz (1979). Theory of International Politics. McGraw-Hill. ISBN 978-0-07-554852-2.. examines the foundation of By Bar
- Michael Walzer. Just and Unjust Wars 1977
- Alexander Wendt. Social Theory of International Politics 1999
- J. Martin Rochester (2010). Fundamental Principles of International Relations. Westview Press. ISBN 978-0-8133-4418-8.. (2010)
- An Introduction to International Relations Theory
- James C. Hsiang	Anarchy & Order: The Interplay of Politics and Law in International Relations 1555875718, 9781555875718	Lynne Rienner Pub	1997
- Baylis, John, Steve Smith, and Patricia Owens (2011). The Globalization of World Politics: An Introduction to International Relations.
- Mingst, Karen A., and Ivan M. Arreguín-Toft. Essentials of International Relations (5th ed. 2010)
- Nau, Henry R (2008). Perspectives on International Relations: Power, Institutions, Ideas. CQ Press. ISBN 978-1-933116-46-4.
- Roskin, Michael G., and Nicholas O. Berry. IR: The New World of International Relations (8th ed. 2009)
- Alexander, F. (1998). Encyclopedia of World History. New York: Oxford University Press.
- Beaulac, Stéphane. „The Westphalian Model in defining International Law: Challenging the Myth”. Australian Journal of Legal History. 9. 2004..
- Black, Jeremy (2010). A History of Diplomacy.
- Calvocoressi, Peter. World Politics since 1945 (9th Edition, 2008) 956pp
- E. H. Carr (1940). Twenty Years Crisis.. 1919–39
- Kennedy, Paul (1987). The Rise and Fall of the Great Powers Economic Change and Military Conflict From 1500–2000.. stress on economic and military factors
- Kissinger, Henry (1995). Diplomacy. Simon & Schuster. ISBN 978-0-671-51099-2.. not a memoir but an interpretive history of international diplomacy since the late 18th century
- Krasner, Stephen D.: "Westphalia and All That" in Judith Goldstein & Robert Keohane, ур. (1993). Ideas and Foreign Policy. Ithaca, NY: Cornell University Press. стр. 235—264.
- New Cambridge Modern History (13 vol 1957–79), thorough coverage from 1500 to 1900
- Ringmar, Erik. History of International Relations Open Textbook Project, Cambridge: Open Book, forthcoming.
- Schroeder, Paul W. (1994). The Transformation of European Politics 1763–1848.. (Oxford History of Modern Europe) (1994) 920pp; history and analysis of major diplomacy
- Taylor, A.J.P. (1954). The Struggle for Mastery in Europe 1848–1918. Oxford History of Modern Europe. Oxford..) 638pp; history and analysis of major diplomacy
- Ghervas, Stella (2017), „Balance of Power vs Perpetual Peace: Paradigms of European Order from Utrecht to Vienna, 1713-1815”, The International History Review, 39 (3): 404—425, S2CID 157658557, doi:10.1080/07075332.2016.1214613
- Christensen, Thomas J.; Snyder, Jack (1990), „Chain Gangs and Passed Bucks: Predicting Alliance Patterns in Multipolarity”, International Organization, 44 (2): 138—140, doi:10.1017/s0020818300035232
- Gilbert, Felix (1949). „Bernardo Rucellai and the Orti Oricellari: A Study on the Origin of Modern Political Thought”. Journal of the Warburg and Courtauld Institutes. Warburg Institute. 12: 101—131. JSTOR 750259. doi:10.2307/750259.
- Howard, Sir Esme (мај 1925), „British Policy and the Balance of Power”, The American Political Science Review, 19 (2): 261—267, JSTOR 2938920, doi:10.2307/2938920
- Kegley, Charles W.; Wittkopf, Eugene R. (2005), World Politics: Trends and Transformation (10th изд.), стр. 503
- Mearsheimer, John (2010), „Structural Realism” (PDF),  Ур.: Dunne, Tim; Kurki, Milja; Smith, Steve, International Relations Theories, New York: Oxford University Press, стр. 79—85
- Mearsheimer, John (2001), The Tragedy of Great Power Politics, New York: Norton, стр. 139—161
- Pirenne, J. (1963), The Tides of History: From the Expansion of Islam to the Treaties of Westphalia, II, London, стр. 429
- Sheehan, Michael (2000), The Balance of Power: History & Theory, Routledge, стр. 35
- Waltz, Kenneth N. (1979), Theory of International Politics, Reading, MA: Addison-Wesley, стр. 118, 121
- Walt, Stephen M. (1987), The Origins of Alliances, New York: Cornell University Press, стр. 5, 17—29
- Wendt, Alexander (1992), „Anarchy Is What States Make of It: The Social Construction of international Politics”, International Organization, стр. 397
- Wohlforth, W.C.; Little, R.; Kaufman, S.J.;  . (2007), „Testing Balance-Of-Power Theory in World History”, European Journal of International Relations, 13 (2): 155—185, S2CID 145419574, doi:10.1177/1354066107076951
- Waltz, K. N (1979). Theory of International Politics. New York: Random House. ISBN 978-0-07-554852-2.. Waltz described IR in a systemic way, consisting of an anarchic structure and interacting units. His BOP-theory says that (smaller, weaker) states will balance the power or preponderance of more powerful ones to ensure that the latter do not become too powerful and dominate all other. For Waltz, a bipolar structure, as given in the Cold War, seems to be the best, i.e. the most peaceful one. Most relevant for his theory are Chapters 1 and 4–6.
- Walt, S (1987). The Origins of Alliances. Walt puts the BOP-theory on a new basis and calls it balance-of-threat. ISBN 978-0-8014-2054-2.(BOT) theory, since some states do not balance each other, because they do not perceive one another as threats (e.g. the West in the Cold War, worked together against the Warsaw Pact, but didn't balance each other).
- Mearsheimer, J. J (2001). The Tragedy of Great Power Politics. New York: W. W. Norton.. Mearsheimer tries to mend BOP theory after it was unable to predict or explain the end of the Cold War. He describes himself as an "offensive realist" and believes that states do not simply balance, but because they want to survive in an anarchical system they get frequently aggressive. This is in contrast to Waltz, whom he describes as "defensive realist", who says that states primarily seek survival through balancing. Mearsheimer is an ardent critic of other IR theories (such as neoliberalism, constructivism etc.) and warns heavily of the Chinese rise in their relative power position.
- T. V. Paul; Michel Fortman; James J. Wirtz (2004). Balance of Power: Theory and Practice in the 21st Century. Stanford: Stanford University Press. ISBN 0-8047-5016-5.. Balance of power theory has been severely criticized since the end of the Cold War. Regions where BOP dynamic would have been expected, Central Asia for example after the Soviet left, did not experience it. This book analysis the theoretical and historical criticisms of balance of power theory and test whether the theory is still valid in the 21st century.
- „Virginia.edu”. Архивирано из оригинала 09. 09. 2006. г. Приступљено 15. 11. 2020. – 'Balance of Power', Dictionary of the History of Ideas
- Bull, Hedley (1977). Anarchial Society. United States of America: Macmillan Ltd..
- Gaddis, John Lewis (2004). Surprise, Security and the American Experience. United States of America: Harvard University Press. ISBN 978-0-674-01174-8..
- Ernst B. Haas, Haas, Ernst B. (1953). „The balance of power: prescription, concept, or propaganda”. World Politics. 5 (4): 442—477. JSTOR 2009179. doi:10.2307/2009179., (1953),.
- Kaplan, Lawrence; Kristol, William (2003). The War Over Iraq. San Francisco: Encounter Books..
- Keylor, William (2003). A World of Nations. New York: Oxford University Press..
- Little,Richard (2007). The Balance of Power in International Relations. Metaphors, Myths and Models. Cambridge: Cambridge University Press.
- Morgenthau, Hans (1967). Politics Among Nations: The struggle for Power and Peace: Fourth Edition. New York: Knofp..
- Randall Schweller. 2016. "The Balance of Power in World Politics" in the Oxford Encyclopaedia of Politics.
- Paul W. Schroeder, "The Nineteenth century system: balance of power or political equilibrium?", Review of International Studies, 15, (1989), pp. 135–153. Schroeder argues that the BOP system is inherently unstable and conflict-prone because particular nations tend to have differing conceptions of what constitutes a "balance"; he contends that the equilibrium achieved in Europe between 1815 and 1854 rested not upon a BOP but upon a generally recognized system of British and Russian hegemonies.
- Sheehan, Michael (2000). The Balance of Power: History and Theory. London: Routledge..
- Baylis, John; Steve Smith; and Patricia Owens (2008). The Globalisation of World Politics (4th изд.). Oxford University Press.
- Braumoeller, Bear (2013). The Great Powers and the International System: Systemic Theory in Empirical Perspective. Cambridge University Press.
- Burchill, et al. eds. (2005). Theories of International Relations (3rd изд.). Palgrave. ISBN 1-4039-4866-6.
- Chernoff, Fred. (2007). Theory and Meta-Theory in International Relations: Concepts and Contending Accounts. Palgrave MacMillan.
- Guilhot Nicolas, ed (2011). The Invention of International Relations Theory: Realism, the Rockefeller Foundation, and the 1954 Conference on Theory.
- Hedley Bull (2002). The Anarchical Society. Columbia University Press: Palgrave. ISBN 978-0-231-10297-1.
- Jackson, Robert H., and Georg Sørensen Introduction to International Relations: Theories and Approaches (5th изд.). 2013., Oxford, Oxford University Press,
- Morgenthau, Hans. Politics Among Nations.
- Pettman, Ralph (2010). World Affairs. An Analytical Overview. World Scientific Publishing Company. ISBN 978-9814293877. doi:10.1142/9789814293884_fmatter.
- Waltz, Kenneth. (1979). Theory of International Politics. McGraw-Hill. ISBN 978-0-07-554852-2.
- Waltz, Kenneth. (1893). Man, the State, and War. Columbia University Press: Columbia University Press.
- Weber, Cynthia (2004). International Relations Theory. A Critical Introduction (2nd изд.). Taylor & Francis. ISBN 0-415-34208-2.
- Wendt, Alexander. (1999). Social Theory of International Politics.. Cambridge University Press.